# حسن كابزي
حسن كابزي (بالتركية: Hasan Kabze)‏ (26 مايو 1982 تركيا - ) هو لاعب كرة قدم تركي، يلعب كمهاجم.

## مسيرته الكروية
لعب حسن كابزي خلال مسيرته الاحترافية مع 10 أندية في ثلاثة وعشرون موسمًا وسجل خلالها 89 هدفًا ضمن 391 مباراة. حيث فاز في موسم واحد بالكأس وفي أربعة مواسم بالدوري.
خاض حسن كابزي مسيرته مع نادي بوجاسبور في موسم 1999–00 واستمر معه طيلة ثلاثة مواسم، مشاركًا في 57 مباراة سجل خلالها 14 هدفًا. ثم انتقل إلى Çanakkale Dardanelspor ‏ في موسم 2002–03 واستمر معه طيلة ثلاثة مواسم، حيث شارك في 70 مباراة سجل خلالها 25 هدفًا. لينتقل بعدها إلى نادي غلطة سراي في موسم 2004–05 واستمر معه طيلة ثلاثة مواسم، مشاركًا في 54 مباراة سجل خلالها 16 هدفًا. ثم انتقل إلى نادي روبين كازان في موسم 2007 ليلعب معه أربعة مواسم، مشاركًا في 53 مباراة سجل خلالها 8 أهداف. هذا وانتقل لاحقًا إلى نادي مونبلييه في موسم 2010–11 ولمدة موسمين، مشاركًا في 23 مباراة ولم يسجل أي هدف. ثم انتقل بعدها إلى نادي أوردو سبور في موسم 2011–12 ولمدة موسمين، مشاركًا في 39 مباراة سجل خلالها 8 أهداف. ليعود وينتقل من جديد، لكن هذه المرة إلى نادي قونيا سبور في موسم 2013–14 ولمدة موسمين، مشاركًا في 54 مباراة سجل خلالها 13 هدفًا. لينتقل بعدها إلى نادي سيفاسبور في موسم 2015–16 ولمدة موسمين، مشاركًا في 20 مباراة سجل خلالها هدفًا واحدًا. ثم لعب في نادي ألتينوردو في موسم 2016–17 لمدة موسم واحد، مشاركًا في 11 مباراة سجل خلالها 3 أهداف.

## وصلات خارجية
حسن كابزي على موقع الاتحاد الأوربي (الإنجليزية)
- حسن كابزي على موقع اتحاد تركيا (لاعب) (الإنجليزية)
- حسن كابزي على موقع قاعدة بيانات كرة القدم.إي يو (الإنجليزية)
- حسن كابزي على موقع ناشيونال فوتبول تيمز (الإنجليزية)
- حسن كابزي على موقع Soccerway.com (الإنجليزية)
- حسن كابزي على موقع عالم كرة القدم.نت (الإنجليزية)